# Xerraire gorjablanc
El xerraire gorjablanc (Pterorhinus albogularis) és un ocell de la família dels leiotríquids (Leiothrichidae).

## Hàbitat i distribució
Habita boscos densos de muntanya a la llarga dels Himàlaies, sud i sud-est de la Xina, fins al nord,oest del Vietnam.